# Prionolabis mendli
Prionolabis mendli là một loài ruồi trong họ Limoniidae. Chúng phân bố ở miền Cổ bắc.